# ジョヴァンニ・ジョリッティ
ジョヴァンニ・ジョリッティ（Giovanni Giolitti, 1842年10月27日 - 1928年7月17日）はイタリアの自由主義的政治家。1892年から1921年まで5回にわたって首相をつとめた。
小党派群立の当時のイタリア政界にあって、驚くべき才能をもって極左から極右にいたる各党派の主張と妥協しつつ、また、彼一流の選挙干渉を行い、政府の役人や議員の中にいわゆる「ジョリッティ体制」を築き上げ、政界に支配的地位を占めた。第一次世界大戦には中立論を持し、ファシズム台頭期にはこれに協調的であったが、のちに反対者となる。

## 生涯
クーネオ県のモンドヴィ生まれでブルジョワ階級の出身である。20世紀初頭に幾度か首相をつとめ、イタリアの工業化などに尽力した。第一次世界大戦後の1920年に再び首相になったとき、イタリアは深刻な不況下におかれ、労働運動や貧農の暴動などが激化していた。彼は労働運動の穏健派と交渉を重ね、事態を収拾させた。また、フィウーメ問題をめぐり台頭していた国内の対フィウーメ強硬派を抑えることにも成功した。総じてジョリッティは、左右の急進派を牽制して中道的な自由主義者として振る舞った。しかし、その中でベニート・ムッソリーニ（フィウーメ問題においてはよりガブリエーレ・ダンヌンツィオの方が強硬姿勢をとっていた）の力を軽視し、彼と結んで左右両勢力の弱体化を図ったことは功を奏せず、ファシズムの台頭を許したともされる。
孫のアントニオ・ジョリッティも政治家で、イタリア共産党やイタリア社会党で活動し予算大臣を務めた。